# Kreuzebra
Kreuzebra är en ortsteil i staden Dingelstädt i Landkreis Eichsfeld i förbundslandet Thüringen i Tyskland. Kreuzebra var en kommun fram till  1 januari 2019 när den uppgick i Dingelstädt. Kommunen Kreuzebra hade 716 invånare 2018.